# FIFA-Weltfußballer des Jahres 2000

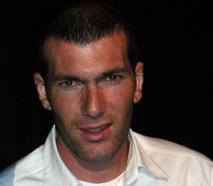
FIFA-Weltfußballer des Jahres 1998
Zinédine Zidane

Der FIFA-Weltfußballer des Jahres 2000 (damals noch FIFA World Player) wurde am 11. Dezember 2000 in einem Fernsehstudio in Rom gekürt. Es war die zehnte Vergabe der 1991 vom Fußballweltverband FIFA eingeführten Auszeichnung „FIFA-Weltfußballer des Jahres“. Gewinner der Auszeichnung war zum zweiten Mal der Franzose Zinédine Zidane.

## Abstimmungsmodus
Der Gewinner wurde durch eine Abstimmung unter 150 Nationaltrainern der Welt ermittelt. Diese nannten jeweils die drei ihrer Meinung nach besten Fußballer, wobei keiner der drei aus ihrem eigenen Land stammen durfte. Eine Nennung an Platz eins brachte fünf Punkte, ein zweiter Platz drei Punkte, der dritte Platz einen Punkt. Danach wurden die Punkte addiert.

## Ergebnis (Top 10)
- Platzierung: die Platzierung, die ein Spieler erzielt hat.
- Name: Name des ausgezeichneten Spielers.
- Nationalität: Nationalität des ausgezeichneten Spielers.
- Verein: Verein, für den der Spieler in dem Kalenderjahr aktiv war. Wenn ein Spieler den Verein gewechselt hat, wird der abgebende Verein an erster Position genannt.
- Stimmen: die insgesamt erhaltenen Stimmen aller Länder.

| Platzierung | Name                 | Nationalität | Verein                     | Stimmen |
| ----------- | -------------------- | ------------ | -------------------------- | ------- |
| 1.          | Zinédine Zidane      | Frankreich   | Juventus Turin             | 370     |
| 2.          | Luís Figo            | Portugal     | FC Barcelona / Real Madrid | 329     |
| 3.          | Rivaldo              | Brasilien    | FC Barcelona               | 263     |
| 4.          | Gabriel Batistuta    | Argentinien  | AC Florenz / AS Rom        | 57      |
| 5.          | Andrij Schewtschenko | Ukraine      | AC Mailand                 | 48      |
| 6.          | David Beckham        | England      | Manchester United          | 41      |
| 7.          | Thierry Henry        | Frankreich   | FC Arsenal                 | 35      |
| 8.          | Alessandro Nesta     | Italien      | Lazio Rom                  | 23      |
| 9.          | Patrick Kluivert     | Niederlande  | FC Barcelona               | 22      |
| 10.         | Francesco Totti      | Italien      | AS Rom                     | 14      |
| 10.         | Raúl                 | Spanien      | Real Madrid                | 14      |